# Астроцитома
Астроцито́ма — гліальна пухлина головного мозку, що виникає з астроцитів. Може зустрічатися у будь-якому віці. Є найпоширенішою пухлиною серед нейроектодермальних. Пухлина блідо-рожевого кольору за щільністю практично не відрізняється від речовини мозку. Відмежована від речовини мозку, проте трапляються випадки, коли визначити межі астроцитоми неможливо. Усередині пухлини часто утворюються кісти, які ростуть повільно, але можуть досягти значно більших розмірів. В основному, утворення кіст при астроцитомі відбувається у дітей. У дорослих астроцитома виникає найчастіше у півкулях великого мозку, у дітей — у півкулях мозочка у вигляді вузлів з кістами. Найхарактернішим для астроцитоми є експансивно-інфільтративне зростання.
Астроцитома піддається діагностиці, видаляють її лише хірургічним шляхом. Для виявлення пухлини роблять комп'ютерну томографію (КТ) та магнітно-резонансну томографію (МРТ). При підозрі на пухлину обов'язково проводять біопсію. Для цього розкривають череп, потім забирають зразок тканини мозку, який вивчають під мікроскопом на наявність пухлинних клітин, і якщо вони виявлені, то видаляється якомога більша частина пухлини.

## Види астроцитом[4]

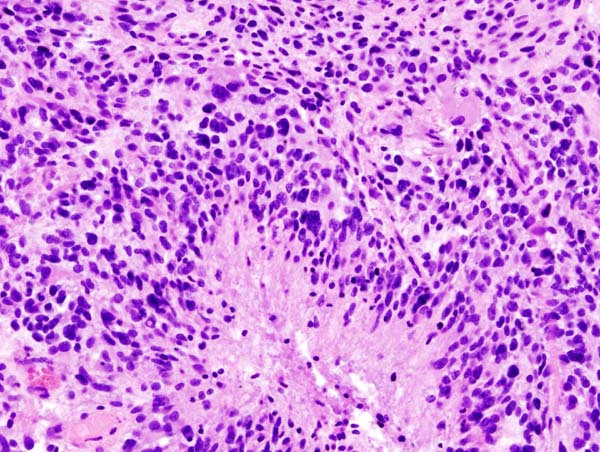
Гістологічний зріз гліобластоми

- Пілоцитарна астроцитома (I ступінь злоякісності) — доброякісна пухлина з чіткими межами, зростає повільно. Найчастіше зустрічається у дітей. В основному локалізується в мозочку, стовбурі мозку та зорових нервах.
- Фібрилярна астроцитома (ІІ ступінь злоякісності) — пухлина без чітких меж, зростає повільно. Зустрічається у хворих від 20-40 років.
- Анапластична астроцитома (III ступінь злоякісності) — злоякісна пухлина без чітких меж, росте швидко, проростає в мозкову тканину. Вік у хворих 30-50 років, частіше хворіють чоловіки.
- Гліобластома (IV ступінь злоякісності) — найзлоякісніша пухлина без чітких меж, росте дуже швидко, проростає в мозкову тканину, вік у хворих 40-70 років, частіше хворіють чоловіки[5].

## Симптоми
Симптоми астроцитом різноманітні, вони залежать від віку та розташування пухлини. Найчастішими симптомами цього захворювання є :
- головні болі ;
- нудота та блювання ;
- втрата рівноваги та утруднена ходьба ;
- порушення письма, уповільнена мова;
- млявість, сонливість ;
- зниження чи збільшення ваги.
- судомні напади

## Лікування
Основою лікування астроцитом є хірургічне втручання. При операції пухлина може бути видалена, особливо якщо вона розташовується у функціонально менш значущих зонах (наприклад, у правій скроневій частці). Важливим методом, що дозволяє локалізувати пухлину є пункція мозку. Цей метод дозволяє визначити щільність тканини та виявити можливі в пухлини кісти. Після операції проводять хіміотерапію та променеву терапію.